# Vilada
Vilada è un comune spagnolo di 530 abitanti situato nella comunità autonoma della Catalogna.